# Marguerite Dreyfus
Pour les articles homonymes, voir Dreyfus.
Marguerite Dreyfus, dite Rita, née Marguerite Angèle Bouchet le 21 mars 1879 à Paris et morte le 6 novembre 1942 dans la même ville, est une graveuse française.

## Biographie

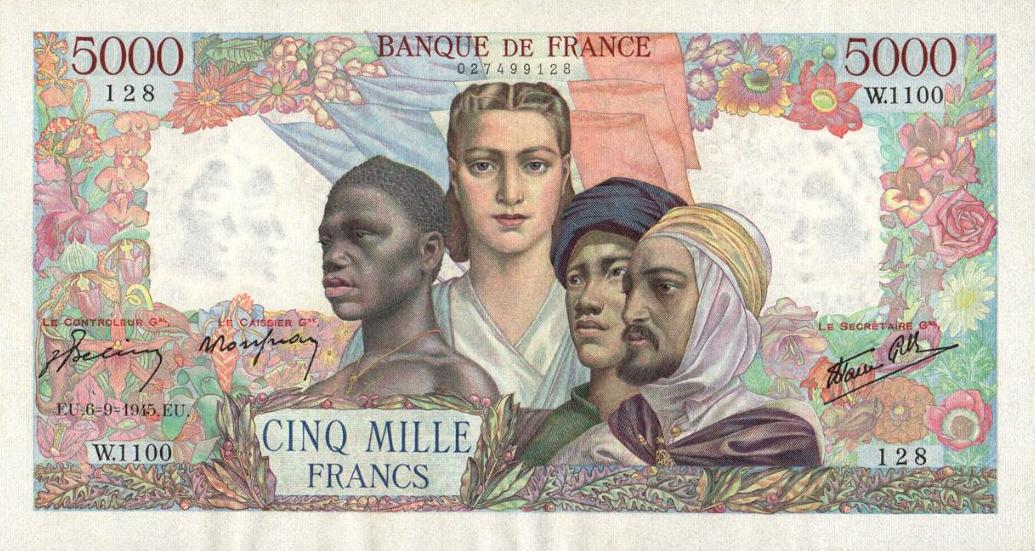
Billet de 5 000 francs Union française (1942), gravure de Rita Dreyfus d'après Clément Serveau.

Marguerite Angèle Bouchet naît le 21 mars 1879 dans le 9e arrondissement de Paris.
Marguerite Bouchet épouse Pierre Dreyfus, relieur, à Paris en 1904. 
Elle expose au Salon des artistes français dès 1900 et y obtient une mention honorable en 1903 et le prix Jules-Robert en 1905. 
On lui doit les gravures de plusieurs billets de banque : elle fut l'une des premières graveuses en tailles d’épargne sur bois à travailler pour l'Institut monétaire.
En 1914, elle cofonde avec Émile Louis de Ruaz, Eugène Dété, Paul Bornet, Charles-Julien Clément, Henri Brauer, Georges Aubert, Victor Dutertre, Charles Smachtens, Léon Jouenne fils, Maurice Joseph Lamy, et Marguerite Jacob-Bazin, la Société d'estampes gravées sur bois, patronnée par Raymond Poincaré ; interrompues durant la guerre, leurs activités reprennent en 1919 avec la publication du Carton d'estampes gravées sur bois (ouvrage corporatif).
En 1925, elle compose les gravures sur bois en couleur d'après Adolphe Giraldon pour Le Centaure et la Bacchante de Maurice de Guérin, ouvrage préfacé par Charles Maurras (Plon).
Marguerite Dreyfus meurt le 6 novembre 1942 dans le 14e arrondissement de Paris.